# Körösnagyharsány megállóhely
Körösnagyharsány megállóhely egy Békés vármegyei megállóhely, melyet a MÁV üzemeltetett. A vasúti forgalom szünetel.

## Áthaladó vasútvonalak
A megállóhelyet a következő vasútvonalak érintik
- Körösnagyharsány–Vésztő–Gyoma-vasútvonal

## Kapcsolódó állomások
A megállóhelyhez az alábbi állomások vannak a legközelebb:
- Körösszakál vasútállomás (Körösnagyharsány–Vésztő–Gyoma-vasútvonal)

## Forgalom
A megállóhelyen és a rajta áthaladó vasútvonal egy szakaszán a vasúti forgalom 2009. december 13-a óta szünetel.
Bővebben: 2009-es magyarországi vasútbezárások

## Megközelítése
A megállóhely Körösnagyharsány északi szélén helyezkedik el, közúti megközelítését a helyi József Attila utca teszi lehetővé.